# Špelca Čopič
Jelisava (Špelca) Čopič, slovenska umetnostna zgodovinarka, likovna kritičarka in profesorica * 18. oktober 1922, Pišece, † 21. februar 2014, Ljubljana.

## Življenje in delo
Rojena je bila na vzhodnem obrobju Slovenije, v kraju, kjer je bil doma slovaropisec Pleteršnik. Njen oče je bil tja pregnan kot učitelj; podobno usodo so doživljali številni zavedni slovenski učitelji, ki so jih italijanski nacionalisti po prvi svetovni vojni izgnali s Primorske, nekatere tudi s Koroške.
Po končani srednji šoli je študirala na ljubljanski Filozofski fakulteti (1942-1945) in na uglednem Inštitutu za umetnost in arheologijo v Parizu (1945-1948). Tam jo je fotografiral Veno Pilon. V Ljubljani so jo učili trije stebri ljubljanske šole: Izidor Cankar, Vojeslav Mole in France Stele, ob njih Rajko Ložar in drugi. Po zaključku študija v Franciji je bila med prvimi umetnostnimi zgodovinarji v Sloveniji, ki so v dunajsko šolane kroge umetnostne zgodovine in likovne kritike vnesli francoski esprit. Dodala je širino poznavalca zbirk v Franciji, sistematičnega urejanja teh zbirk in življenja ter sodobnega ustvarjanja umetnikov v francoski prestolnici. To znanje je prenašala predvsem bodočim slikarjem in kiparjem. V letih 1950−1955 je bila kustosinja Narodne galerije Slovenije v Ljubljani, nato več desetletij profesorica na Akademiji za likovno umetnost in oblikovanje v Ljubljani. Tam je bila od 1978 redna profesorica za umetnostno zgodovino. V zgodnjem obdobju se je kot raziskovalka posvečala slikarstvu 19. stoletja, potem je prešla na študij modernega in sodobnega slikarstva; sodelovala je pri pripravi mednarodnih grafičnih bienalov, razstavah ilustracij in posameznih sodobnih slikarjev in kiparjev. Pripravila je obširen knjižni pregled slovenskega slikarstva, ki je nadgradil in dopolnil predhodno Steletovo in Šijančevo pisanje. Dolga leta je raziskovala in dokumentirala kiparstvo 20. stoletja, predvsem slovenske javne spomenike in širše slovensko kiparstvo. Na Filozofski fakulteti v Ljubljani je s to temo doktorirala leta 1977. Razvila se je v vodilno poznavalko slovenskega kiparstva 20. stoletja. Natančno je spremljala opuse kiparjev, kakor so bili Lojze Dolinar, Frančišek Smerdu, Karel Putrih, Zdenko Kalin, Boris Kalin, Jakob Savinšek, France Rotar. Skoraj vsakemu od naštetih in drugim je posvetila samostojno monografijo, retrospektivno razstavo ali pripravila vsaj obsežen katalog. Rezultate doktorata je objavila v knjigi Javni spomeniki v slovenskem kiparstvu prve polovice 20. stoletja. Bila je podpornica novih ustvarjalnih smeri v kiparstvu. Spremljala, podpirala in pojasnjevala je ustvarjalnost mednarodnih simpozijev forme vive, posebej v Kostanjevici. Mlajši kolegi so hodili k njej v vsaki zadregi, ki so jo imeli ob analizi omenjenih in drugih kiparjev. Za vsakega je našla dodaten podatek, novo spoznanje. S številnimi kiparji in slikarji je bila kolegica na likovni akademiji. Na tej ustanovi je bila ena prvih, ki je načrtovala vizijo novih prostorov, ki jih šola še vedno nima. V svojo obravnavno različnih tematik je pritegnila tudi mladinsko knjižno ilustracijo, ki je utemeljena prav na šoli, kjer je učila. Redno je predstavljala ustvarjalnost svojih profesorskih kolegov z akademije. Bila je med najbolj spoštovanimi umetnostnimi zgodovinarji v Jugoslaviji; brez njenega pisanja ne bi bilo številnih preglednih katalogov o ustvarjalnosti 20. stoletja, kakršnih v Sloveniji še danes ni. Dolga leta je nesebično sodelovala v slovarski, terminološki komisiji pri ZRC SAZU, kjer je bila ena od njenih gonilnih sil do svoje pozne starosti. Razprave o sodobni umetnosti je redno objavljala v strokovnih časopisih in revijah.  Med njenimi zadnjimi javnimi nastopi na televiziji je bilo dragoceno pričevanje o enem njenih učiteljev, Izidorju Cankarju.
Kolegi so ji kot prvi podelili prestižno nagrado Izidorja Cankarja za njeno življenjsko delo (1999). Bila je častna članica slovenskega umetnostnozgodovinskega društva, ki mu je v osemdesetih letih tudi predsedovala. 2013 je bila imenovana za zaslužno profesorico ljubljanske univerze. Bila je spoštovana dama, ki so ji sodelavci, učenci in sledilci posvetili poseben spominski zbornik (Zbornik za Špelco Čopič, posebna publikacija Zbornika za umetnostno zgodovino, Ljubljana, 2006).